# استانیسلاو بوش
استانیسلاو بوش (اوکراینی: Станiслав Олександрович Богуш؛ زادهٔ ۲۵ اکتبر ۱۹۸۳) بازیکن فوتبال اهل اوکراین است.
از باشگاه‌هایی که در آن بازی کرده‌است می‌توان به باشگاه فوتبال متالورگ زاپروژیا، باشگاه فوتبال آرسنال کی‌یف، باشگاه فوتبال فورسکلا پولتاوا، و باشگاه فوتبال دینامو کی‌یف اشاره کرد.
وی همچنین در تیم‌های ملی فوتبال Ukraine national under-19 football team، زیر ۲۱ سال اوکراین، و اوکراین بازی کرده‌است.